# Chùa Báo Thiên
Báo Thiên Tự (chữ Hán: 報天寺), tên đầy đủ là Sùng Khánh Báo Thiên Tự (崇慶報天寺), từng là một ngôi chùa cổ kính, tráng lệ, đồ sộ vào bậc nhất trong lịch sử Việt Nam. Được xây dựng vào năm 1056, dưới triều đại của Hoàng đế Lý Thánh Tông, trong chùa có Tháp Báo Thiên là một trong An Nam tứ đại khí.
Chùa tọa lạc tại thôn Tiên Thị, huyện Thọ Xương, (xưa gọi là phường Báo Thiên), gần hồ Lục Thủy (hồ Gươm), bên ngoài thành Thăng Long. Khu vực này ngày nay là phố Nhà Chung, nơi có Nhà thờ Lớn Hà Nội, Tòa khâm sứ cũ, cùng nhiều trụ sở Công giáo khác.

## Lịch sử
Hoàng đế Lý Thánh Tông vừa lên ngôi, đã cho xây dựng chùa vào năm Long Thụy Thái Bình thứ 4 (1057), và cho đúc một quả đại hồng chung nặng 1 vạn 2 ngàn cân ta (tức 7.260 kg) đặt trong chùa. Chùa có Đại Thắng Tư Thiên tháp (大勝資天塔) (còn gọi là Tháp Báo Thiên), có tầng trên cùng dát đồng, được xây dựng một năm sau khi chùa được xây xong.
Suốt hai triều Lý-Trần gần 400 năm, chùa Báo Thiên là một ngôi quốc tự nổi tiếng của kinh đô Thăng Long.
Năm 1427, trong thời thuộc Minh, khi quân Minh bị vây trong thành Thăng Long cố thủ để chờ quân tiếp viện, đã đến chùa, tốc chóp tháp đồng, nấu chảy đại hồng chung và tất cả những gì bằng đồng để làm vũ khí chống lại nghĩa quân Lam Sơn.
Cùng với Chuông Quy Điền, Vạc Phổ Minh và Tượng Phật chùa Quỳnh Lâm, Tháp Báo Thiên trong chùa được coi là An Nam tứ đại khí (4 bảo vật của nước Nam). Có tài liệu cho rằng Tháp Báo Thiên bị phá vào thời thuộc Minh để chế súng; hai trong số An Nam tứ đại khí khác là Chuông Quy Điền và Vạc Phổ Minh được xác định do tướng Minh là Vương Thông phá để lấy đồng đúc vũ khí. An Nam tứ đại khí chỉ còn lại tượng chùa Quỳnh Lâm.
Thời nhà Lê, năm 1443, vua Lê Thái Tông đại trùng tu chùa. Riêng tháp Báo Thiên bị phá đã được tôn cao bằng một đàn tràng ở nơi bây giờ là Nhà thờ Lớn Hà Nội. Trong chùa Lý Quốc Sư ngày nay vẫn còn lưu giữ bản gấm thêu sắc tứ từ đời Cảnh Hưng (tức vua Lê Hiển Tông 1740-1786) nói về sự kiện này.
Cho tới thế kỷ XIX, chùa Báo Thiên luôn được trùng tu bảo tồn, là nơi cử hành các nghi lễ Phật giáo cầu cho quốc thái dân an mưa thuận gió hoà.
Theo sách Đại Nam nhất thống chí, tổng đốc Hà Ninh Tôn Thất Bật sau khi nhậm chức năm 1849 đã cho tu sửa lại chùa.
Theo sách Non nước Hà Nội của tác giả Quảng Văn, gần cuối thế kỷ XIX, chùa Báo Thiên bị một trận hỏa hoạn lớn xảy ra, các nhà sư tu hành di dời sang nơi khác, chờ triều đình tu sửa.
Năm 1873, Francis Garnier đánh chiếm Hà Nội lần thứ nhất, giao toàn bộ ngôi chùa này cho Giám mục Paul-Francois Puginier làm nơi ở và làm việc tạm thời khi Giám mục về Hà Nội trực tiếp làm thông ngôn và cố vấn cho Garnier. Lúc đó, Giám mục Puginier dựng mấy ngôi nhà gỗ trong vườn chùa để ở và làm việc cho gần Garrnier đóng quân tại Trường Thi gần đó, còn Tòa Giám mục (khi đó gọi là Tòa Giám mục Tây Đàng ngoài) thì vẫn đóng ở Kẻ Sở (nay là Kiện Khê, Hà Nam).
Sau đó F. Garnier chiếm mà không giữ được Hà Nội bao lâu vì bị quân Cờ Đen giết chết, quân Pháp rút về Nam, giao Hà Nội lại cho triều đình Huế theo Hòa ước 1874. Giám mục lại trở về Kẻ Sở, tuy vậy chùa Báo Thiên lúc đó dù chưa bị phá hủy nhưng với mấy gian nhà gỗ do Giám mục dựng tạm đã trở thành ngôi nhà thờ Công giáo được các thày kẻ giảng người Việt trông coi.
"Nhà mới dựng giống như một ngôi đền Á Đông, có gian giữa rộng với nhiều cột bằng gỗ lim..."
Năm 1882, Henry Riviere đánh chiếm Hà Nội lần thứ hai.
Năm 1883, quân Cờ Đen tấn công các nơi có quân Pháp đóng. Tại khu vực nhà thờ này có một tiểu đội Pháp đóng (cùng với một số giáo dân được cấp súng làm vệ binh). Đêm 19-5-1883, số lính tráng này bị tấn công, nhà thờ bị đốt phá. Ba cố Tây (Landais có tên Việt là Cố Lan, Rival-Cố Mỹ, Bertrand-Cố Phước) dẫn thủ hạ chạy sang ăn ở chùa Bà Đá bên cạnh, được Sư cụ chùa Bà Đá che giấu cho nên không bị giết (Việc này Chu Thiên có đề cập trong sách Hùng khí Thăng Long).
Rồi khi quân Pháp được tăng viện, chiếm lại khu đất này, thì nhà thờ đã bị đốt phá "những gian nhà gỗ bị cháy rụi, những phần khác của chùa Báo Thiên còn trơ lại những mảnh đống nham nhở đổ nát" Đến năm 1883 chùa bị phá hủy hoàn toàn các công trình kiến trúc.
Năm 1883, theo yêu cầu của Công sứ Bonnal, kinh lược Bắc Kỳ là tổng đốc Nguyễn Hữu Độ đã giao khu đất chùa này cho Giám mục Puginier phá dỡ những phần còn lại để xây Nhà thờ Lớn Hà Nội.

Quá trình phá dỡ chùa Báo Thiên năm 1883 được thừa sai Joseph Villebonnet mô tả lại như sau:
| “ | Một thửa đất đã gây sự chú ý của vị mục tử năng động, đúng hơn là khu đất của một ngôi chùa nằm ở phía bắc nhà chung. Đó là chùa Báo Thiên Tự. Ông Bonnal, công sứ Pháp tại Hà Nội kể lại câu chuyện thú vị ấy thế này: "Phá hủy ngôi chùa và chiếm lấy miếng đất, việc đó xem ra chẳng có gì dễ dàng hơn trong thời điểm chinh phục mà chúng ta đang tiến hành, nhưng bản thân tôi, đúng theo lẽ, e ngại phạm sự lạm quyền khi làm như vậy, và tôi chọn giải pháp thỉnh ý ông Tổng đốc Nguyễn Hữu Độ (6). Ông nầy rất có thiện cảm với vị giám mục, cũng như tôi, ông muốn làm cho ngài hài lòng; sau đây là cách thức ông gỡ mối khó khăn. Trước hết ông cho truy tìm xem còn có kẻ hậu duệ nào của người tạo dựng ngôi chùa đã qua đời trước đó hai thế kỷ không, và dĩ nhiên chẳng tìm được ai. Tiếp theo, ông chỉ thị cho các thân hào trong khu vực, được chọn, như thể tình cờ, trong các giáo dân bản xứ, để xét xem mức độ chắc chắn của ngôi chùa thế nào, và các ông nầy chẳng ngần ngại gì mà tuyên bố rằng: do hư nát, ngôi chùa khi sụp đổ có thể gây nguy hại cho những ai đi ngang qua. Vậy là, bây giờ mọi việc đều đã đúng luật lệ. Cho phá hủy ngôi chùa, sung công thửa đất vô chủ... theo tập quán Việt Nam, là những biện pháp chính đáng, không thể gây nên một sự phản đối nào. Ông Tổng đốc đã xử lý theo cách đó. Ông còn nhận trách nhiệm nhượng lại miễn phí cho nhà chung công giáo thửa đất đã sung công, và tôi đã vui lòng trao cho vị giám mục văn bản chính thức chuyển giao cho ngài quyền sở hữu trọn vẹn". | ” |

## Tháp Báo Thiên
Tháp Báo Thiên là một bộ phận trong tổng thể kiến trúc chùa (tháp Báo Thiên, tam quan, nhà tổ, tháp tổ sư, nhà khách, nhà tăng,...)

### Kiến trúc
Trong sân chùa trước kia có một ngôi bảo tháp cao 12 tầng, tên là Đại Thắng Tư Thiên Bảo Tháp (大勝資天寳塔), thường gọi là Báo Thiên tháp (報天塔). Tháp cao vài chục trượng (khoảng 80 mét) gồm 12 tầng, trong tháp trang trí nhiều tượng bằng đá rất tinh xảo.
Báo Thiên tháp có chóp làm bằng đồng, được xây dựng một năm sau khi xây dựng xong chùa. Trong chùa và tháp có rất nhiều vật hạng bằng đồng như tượng Phật, thiền trượng, giới đao hộ pháp nhà Phật....Cho nên năm 1426, khi quân Minh xâm lược đã đến chùa cướp phá tàn bạo: Tốc chóp tháp đồng, nấu chảy đại hồng chung và tất cả những gì bằng đồng, bằng kim loại.
Tháp được xếp vào một trong An Nam tứ đại khí, bốn vật báu của đất nước, mà ba vật quý giá khác là tượng Phật chùa Quỳnh Lâm, Vạc Phổ Minh, và Chuông Quy Điền.

### Thơ ca:
Nhà thơ Pham Sư Mạnh đời Trần cũng ca ngợi tháp Báo Thiên:
"Trấn áp đông tây cũng đế kỳ. Khung nhiên nhất tháp độc nguy nguy. Sơn hà bất động kinh thiên bút. Kim cổ nam ma lập địa chùy. Phong bãi chung linh thời ứng đáp. Tinh di đăng chúc dạ quang huy. Ngã lai dục tủy đề thi bút. Quản lãnh xuân giang tác nghiễn trì."
(Trấn áp đông tây, giữ đế kỳ. Một mình cao ngất tháp uy nghi. Chống trời cột trụ non sông vững. Sừng sững ngàn năm một đỉnh chùy. Chuông khánh gió đưa vang đối đáp. Đèn sao đêm đến rực quang huy. Đến đây những muốn lưu danh tính. Mài mực sông xuân viết ngẫu thi) 

### Hư hỏng
Tháp bị hư hỏng như thế nào thì mỗi sách viết mỗi cách khác nhau:
- Theo Sổ tay địa danh Việt Nam của Đinh Xuân Vinh (NXB Lao Động, Hà Nội 1996, tr. 42) ghi rằng: "...cao 12 tầng, là một trong An Nam tứ khí, Năm 1258 đời Trần Thánh Tông gió to đổ mất đỉnh tháp, năm 1322 đời Trần Minh Tông sét đánh đổ mất hai tầng nữa, năm 1406, chỏm tháp Báo Thiên bị gảy. Năm 1884 bị bỏ hoang và đổ nát".
- Theo sách Hà Nội nghìn xưa của Trần Quốc Vượng và Vũ Tuấn Sán (NXB Hà Nội 1979) và sách Hà Nội nửa đầu thế kỷ XX của Nguyễn Văn Uẩn (NXB Hà Nội 1994 tập II, tr. 543) thì ghi rằng "...Thời Minh thuộc, tướng giặc Vương Thông bị nghĩa quân Lam Sơn vây khốn trong thành Đông Quan, chúng đã phá các chùa chiền, vơ vét chuông khánh đồng để đúc binh khí chống lại quân ta. Tháp và chùa Báo Thiên bị phá hủy nặng nề và chuông Báo Thiên bị mất".
- Tr. 544 ghi thêm "Năm Giáp Dần 1434, vua Lê Thái Tông mở mang khu vực Hồ Gươm, sai thợ khéo dựng lại chùa Báo Thiên, còn ngôi tháp đổ không xây lại được nữa. Chỗ nền tháp cũ chỉ còn là một gò đất cao....thành nơi họp chợ của dân phường Báo Thiên, dôi khi dùng làm chỗ hành hình tội nhân".
Như vậy có thể khẳng định tháp Báo Thiên chỉ tồn tại đến trước khi Lê Thái Tổ lên ngôi (1428). Nhưng vì sao mà tháp bị đổ thì vẫn còn là một nghi vấn vì các nhà nghiên cứu Trần Quốc Vượng, Vũ Tuấn Sán, Nguyễn Văn Uẩn cho rằng bị Vương Thông phá, còn Đinh Xuân Vịnh lại cho rằng bị gió to, sét đánh...

## Di tích còn lại
Di tích còn lại của chùa Sùng Chính Báo Thiên (Chùa Báo Thiên) là thành giếng đá cổ.

Giếng đá chùa Báo Thiên

Giếng đá này nằm trong ngõ của một nhà dân ở phố Nhà Chung, thuộc phần đất nhà thờ cho giáo dân cư trú. Năm 2002, giếng đá đã bị người dân cho đổ đất, cát lấp đầy. Vụ việc này được phát hiện và báo chí đưa tin. Báo Thanh Niên (số 288, ra ngày 14-10-2004) cho đăng bài: "Cần bảo vệ một giếng đá cổ ", và báo nguyệt san Giác Ngộ, (số 104, tháng 11-2004) cho đăng bài: "Giếng cổ chùa Báo Thiên"... Sau khi báo đưa tin, các vị thẩm quyền của nhà thờ chính tòa Hà Nội đã cho khai quật giếng cổ ấy lên, di chuyển vào đặt trước hang đá bên trong khuôn viên nhà thờ.